# Łódź Dąbrowa
Łódź Dąbrowa – przystanek osobowy w Łodzi, zlokalizowany pod wiaduktem ul. gen. Jarosława Dąbrowskiego przebiegającym nad torami linii kolejowej linii kolejowej Łódź Chojny - Łódź Widzew, a także posterunek odgałęźny związany z obsługą stacji towarowej Łódź Dąbrowa Przemysłowa.

## Ruch pasażerski
| Rok  | Wymiana pasażerska na dobę |
| ---- | -------------------------- |
| 2017 | 300-499                    |
| 2022 | 700-999                    |

Budowę przystanku rozpoczęto w 1968 roku wraz z budową pętli tramwajowej i autobusowej jako punktu przesiadkowego. Miała ona związek z silnym rozwojem osiedla mieszkaniowego i zakładów przemysłowych w najbliższej okolicy. Jednak  wówczas prac przy budowie przystanku osobowego nie dokończono. Do koncepcji przystanku powrócono w 2010 roku w ramach budowy Łódzkiej Kolei Aglomeracyjnej. Wykonano nowy peron, a także klatki schodowe i windy dla obu wiaduktów drogowych w celu integracji ze znajdującym się na nich przystankiem autobusowym. Nowa stacja została otwarta 15 grudnia 2013 roku.

## Linki zewnętrzne

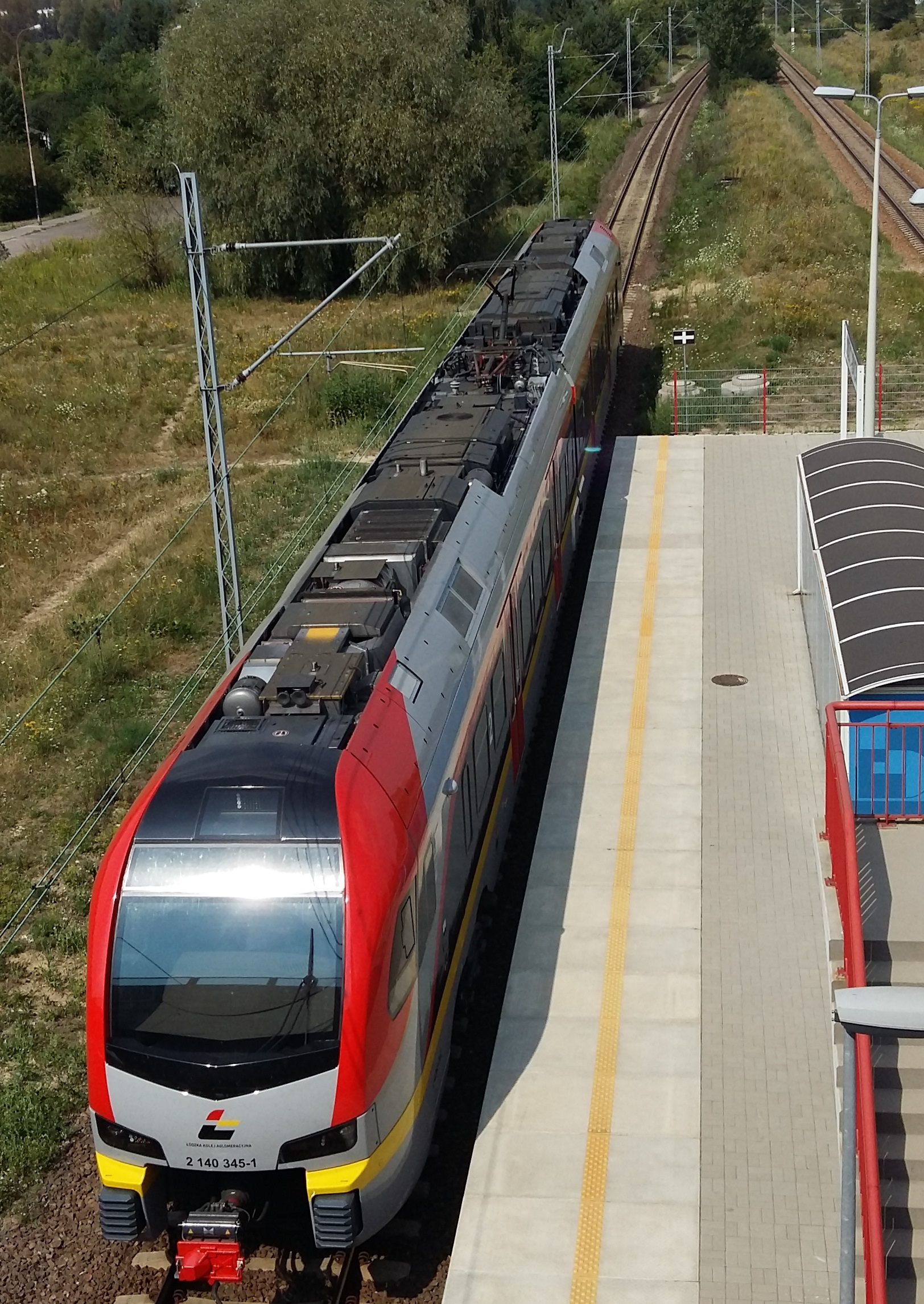
Pociąg wjeżdżający na stację Łódź Dąbrowa